# José Vasconcelos
José Vasconcelos Calderón (Oaxaca, 27 de febrero de 1882-Ciudad de México, 30 de junio de 1959) fue un abogado, político, escritor, educador, funcionario público, pedagogo y filósofo mexicano. Autor de una serie de relatos autobiográficos que retratan detalles singulares del largo proceso de descomposición del porfiriato, del desarrollo y triunfo de la Revolución mexicana y del inicio de la etapa del régimen posrevolucionario mexicano que fue llamada «de construcción de instituciones».
Fue nombrado primer Secretario de Educación Pública del país y rector de la Universidad Nacional condecorado como Doctor Honoris Causa por la misma institución y por las de Chile, Guatemala y otras latinoamericanas. Fue también miembro de El Colegio Nacional y de la Academia Mexicana de la Lengua.

## Los orígenes
Nacido en Oaxaca, ciudad capital del estado homónimo, el 27 de febrero de 1882, fue el segundo de los nueve hijos que procrearon Carmen Calderón Conde e Ignacio Vasconcelos Varela. Particularmente importante para su desarrollo personal fue la oportunidad que tuvo de realizar estudios de educación primaria en escuelas ubicadas en la frontera de Estados Unidos y México, especialmente en Eagle Pass en Texas y Piedras Negras en Coahuila. Más adelante, por causas familiares de índole económica, debió continuar su educación en el Instituto Científico de Toluca, Estado de México, y en el Instituto Campechano, en la ciudad de San Francisco de Campeche, Campeche. Luego de la prematura muerte de su madre, ingresó en la Escuela Nacional Preparatoria (actualmente parte de la UNAM) y posteriormente en la Escuela Nacional de Jurisprudencia, donde obtuvo el título de licenciado en derecho en 1907.

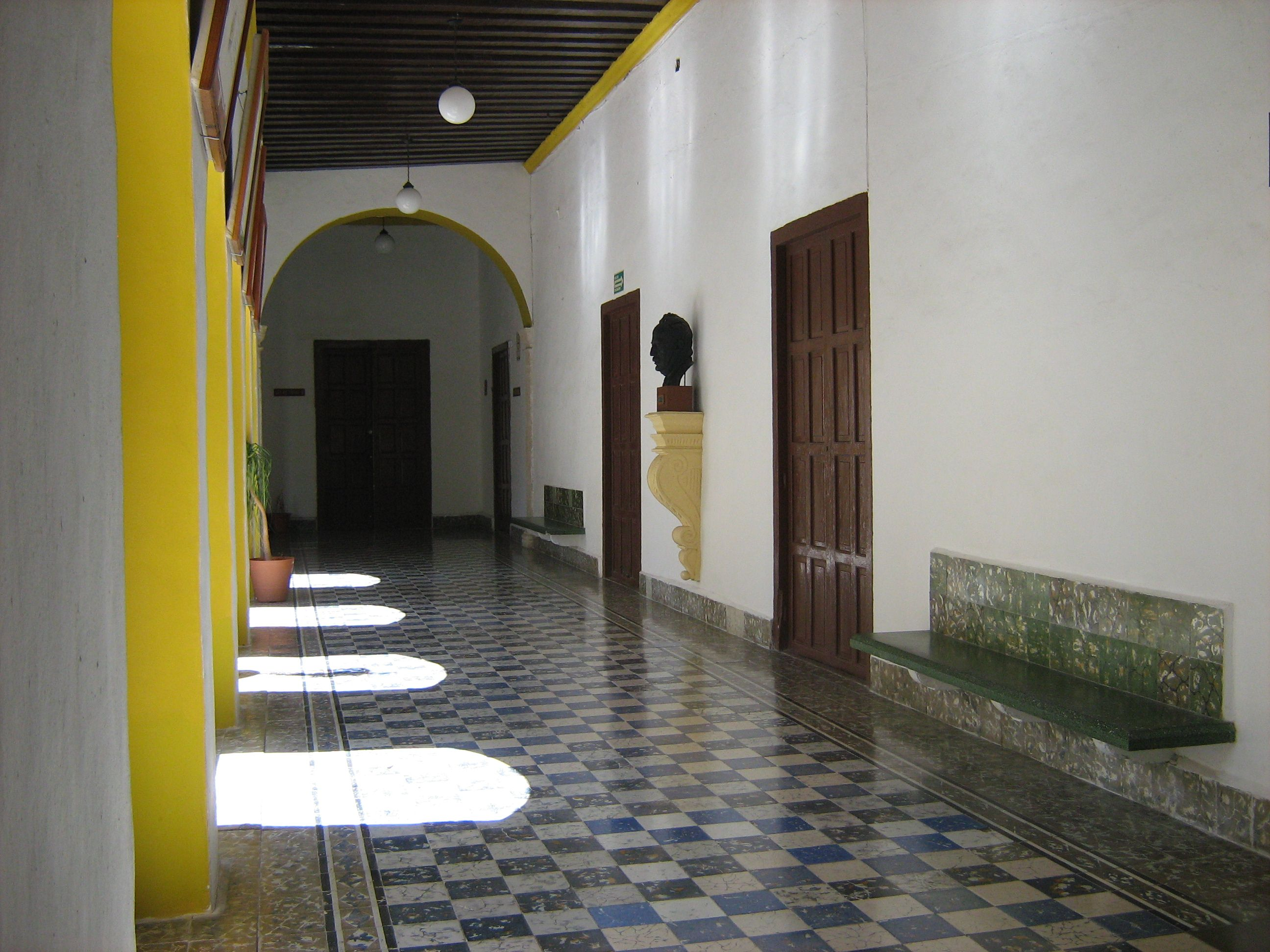
Busto en el Instituto Campechano.

A los dos años de haber concluido sus estudios, Vasconcelos participa con otros jóvenes mexicanos críticos de los excesos de la educación positivista impuesta por Justo Sierra, ministro de Instrucción Pública del gobierno de Porfirio Díaz, en la fundación del Ateneo de la Juventud Mexicana, más adelante conocido como el Ateneo de México. Lo novedoso del Ateneo no radicó en su disposición a criticar los excesos del porfiriato, sino en la calidad de las críticas sagaces emanadas de la generación de jóvenes intelectuales que le dieron vida. La más importante de ellas tiene que ver con el rechazo del determinismo y mecanicismo del positivismo comtiano y spenceriano y el llamado a dotar a la educación de una visión más amplia, que rechazara el determinismo biológico del racismo y que encontrara una solución al problema de los costos de los ajustes sociales generados por grandes procesos de cambio como la industrialización o la concentración urbana.
Aunado a ello, en oposición al planteamiento oficial de Sierra y los funcionarios del porfiriato, llamados «los Científicos», de promover una visión única del pensamiento filosófico (positivista y determinista), Vasconcelos y la generación del Ateneo proponían la libertad de cátedra, la libertad de pensamiento y, sobre todo, la reafirmación de los valores culturales, éticos y estéticos en los que América Latina emergió como una realidad social y política con identidad propia. Aquí es importante destacar que una de las características del porfiriato, para algunos el lado oscuro de este, es justamente un cierto desdén por lo nacional mexicano, su fascinación con lo europeo, lo francés, lo alemán o, si nada de esto era posible, con lo estadounidense, como alternativa viable para alcanzar el progreso.
Vasconcelos y la generación del Ateneo sientan las bases para una ambiciosa recuperación de lo nacional mexicano y de lo latinoamericano como una identidad que, además de real, fuera viable en el futuro, y sobre todo que no dependiera de lo extranjero para un progreso sostenido, como de hecho ocurrió con el modelo económico del porfiriato y otros experimentos latinoamericanos similares, como la República de los Coroneles en Brasil, México y Estados Unidos.

## Primeros pasos en la política

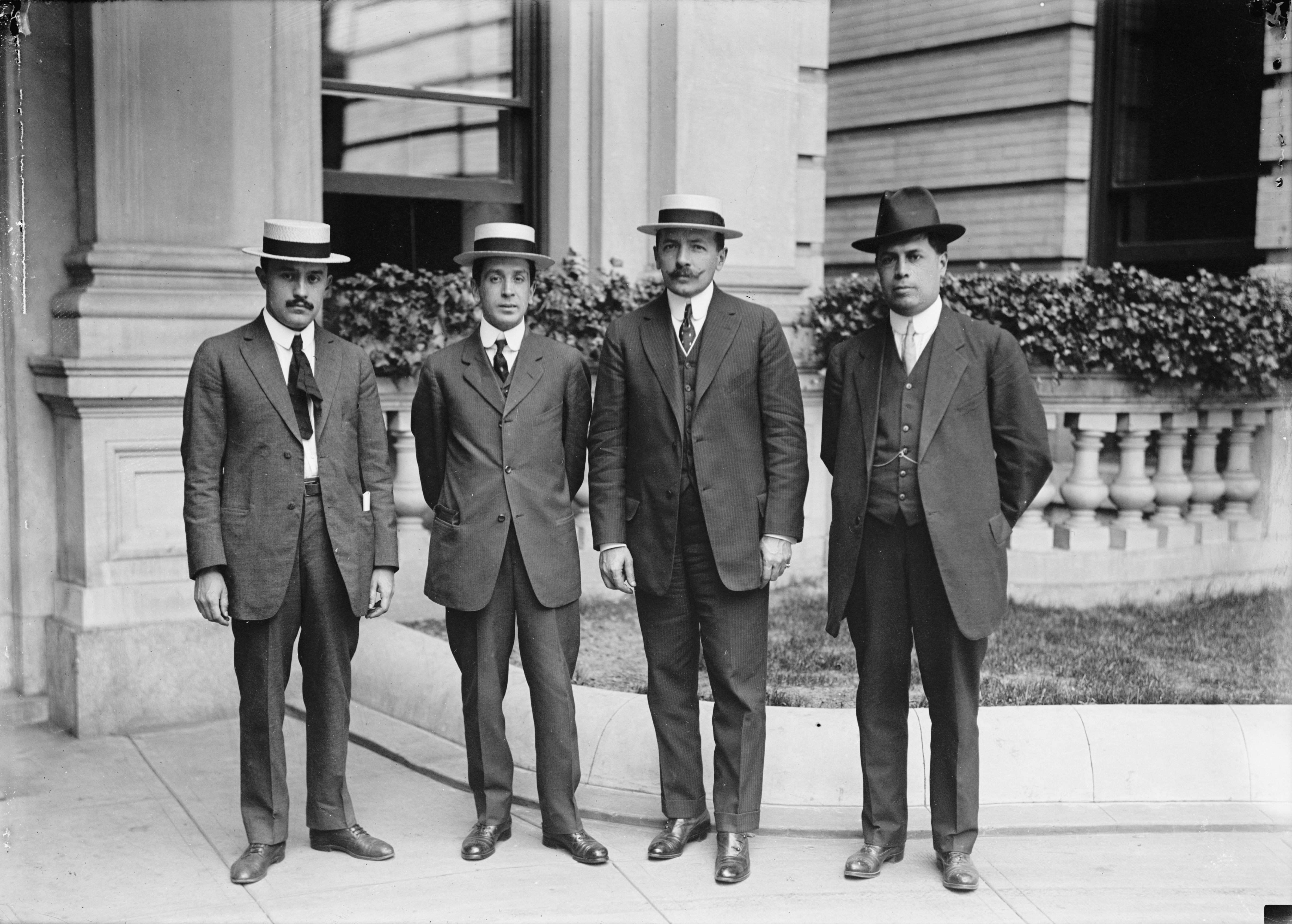
José Vasconcelos (izquierda) con José Urquidi, Rafael Zubirán y Peredo.

Invitado por Francisco I. Madero en 1909, se unió a la campaña presidencial del coahuilense. Gracias a su dominio del inglés, representó al entonces Club Antirreeleccionista ante el gobierno de Estados Unidos. Un año después, el Club se convirtió en el Partido Nacional Antireeleccionista, con Madero como candidato presidencial y Francisco Vázquez Gómez como candidato a la vicepresidencia. Madero y Vázquez Gómez se enfrentaron a Porfirio Díaz y a Ramón Corral en la muy debatida elección presidencial de 1910. Cuando ésta terminó en un escandaloso fraude, Madero convocó a un alzamiento político-militar con el así llamado Plan de San Luis, que inició la Revolución de 1910.
Es de este primer período de la vida pública de Vasconcelos del que ha surgido, como una suerte de leyenda, la idea de que fue él quien acuñó el lema más célebre del maderismo: «Sufragio Efectivo, No Reelección». Este lema, que hasta la fecha rubrica los documentos oficiales signados por funcionarios del gobierno federal mexicano, tiene su origen, sin embargo, en el Plan de La Noria, encabezado por Porfirio Díaz contra Benito Juárez, en 1871. El genio de Vasconcelos radicó, no obstante, en haber rescatado esa frase esgrimida originalmente por el joven Porfirio como un ariete contra el anciano Juárez, cuando este insistía en prolongar su permanencia en el poder.
Conocido el resultado oficial de esa elección, las simpatías al Plan de San Luis se multiplicaron. Esto dejó claro al anciano caudillo que no estaba en condiciones de mantenerse al frente del gobierno, a menos que deseara llevar a México por la ruta de una guerra civil o a merced de las ya demostradas ambiciones estadounidenses, de poner  nuevamente en peligro el territorio nacional. Díaz renunció, y el gobierno provisional instalado al efecto convocó a nuevas elecciones presidenciales en las que Madero triunfó en 1911.

## Revolución
Tras producirse el golpe de Estado de Victoriano Huerta y Félix Díaz, Vasconcelos tuvo que exiliarse en Estados Unidos, donde recibió el encargo del gobernador de Coahuila y primer jefe del Ejército Constitucionalista Venustiano Carranza, de buscar, como agente confidencial, el reconocimiento de Inglaterra, Francia y otras potencias europeas, impidiendo que Huerta fuera reconocido u obtuviera apoyo económico. Cuando Vasconcelos logró el reconocimiento de Carranza como presidente de facto, este volvió a nombrar a Vasconcelos director de la Escuela Nacional Preparatoria. Pero discrepancias políticas con Carranza llevaron una vez más al exilio a Vasconcelos, que regresó para tomar la cartera de Instrucción Pública durante la breve gestión de Eulalio Gutiérrez Ortiz como presidente de la Convención Nacional. Durante este periodo, Vasconcelos no pudo en realidad desarrollar sus ideas en materia de educación pública, pues las pugnas internas de los revolucionarios de la Convención de Aguascalientes y la derrota de Francisco Villa ante Álvaro Obregón, hicieron imposible cualquier ejercicio de funciones de gobierno.
Al proclamarse el Plan de Agua Prieta en 1920, Vasconcelos se alineó con Álvaro Obregón contra Carranza. Tras la muerte de Carranza, el presidente interino Adolfo de la Huerta le encargó el Departamento Universitario y de Bellas Artes, cargo que incluía la rectoría de la Universidad Nacional de México.

## Rector de la Universidad Nacional
Después de cinco años de exilio, Vasconcelos regresa a la Ciudad de México junto al general Obregón. El presidente interino Adolfo de la Huerta (1920) lo nombró rector de la Universidad Nacional de México el 9 de junio de 1920 al 12 de octubre de 1921.
De acuerdo con los ideales de Vasconcelos la Universidad tenía la misión de impartir enseñanza y preparar a una generación de técnicos y humanistas que trabajaran y colaboraran con la sociedad.
Al ser nombrado rector de la Universidad Nacional dijo «Yo no vengo a trabajar por la Universidad sino a pedir a la Universidad que trabaje por el pueblo», fue su propósito como rector. 
El motivo por el cual José Vasconcelos quería preparar a los estudiantes universitarios era porque México acaba de finalizar con la revolución mexicana, y la restauración de México para Vasconcelos solo se podría lograr por medio de la educación y la acción social.
Las acciones que realiza como rector de la universidad fueron básicamente para divulgar los clásicos (literatura, música,  arquitectura, etc.). Empieza con proyectos que pretendieron humanizar a la comunidad universitaria.
Su espíritu iberoamericano, expresado en su obra literaria, queda también reflejado en la propuesta al Consejo Universitario, en abril de 1921, del escudo que la actual UNAM ostenta hasta la fecha y en el que plasma su convicción de que los mexicanos deben difundir su propia patria con la gran patria hispanoamericana como una nueva expresión de los destinos humanos. La leyenda que propone para dicho escudo constituye hasta ahora el lema de la Universidad Nacional: «Por mi raza hablará el espíritu».

## «Apóstol de la educación»
Durante la presidencia de Álvaro Obregón, Vasconcelos fue nombrado como Secretario de Instrucción Pública. En su puesto realizó la primera reforma educativa, la cual elaboró desde la Universidad repercutiendo en toda la República Mexicana, y desde esa posición inició un ambicioso proyecto de difusión cultural en el país, con programas de instrucción popular, escuelas rurales, edición de libros y promoción del arte y la cultura. El objetivo era integrar a México de manera más amplia en las grandes transformaciones que siguieron al fin de la Primera Guerra Mundial. Vasconcelos, un personaje carismático y capaz de entusiasmar a sus colaboradores, hizo de los maestros de las escuelas rurales un ejército de paz y de cada profesor, según su propia metáfora de raíz católica, inspirada en el sacrificio de los misioneros del período colonial, un «apóstol de la educación». Al trabajo de los maestros rurales sumó el apoyo, nunca antes visto en México, de la edición masiva de algunas de las más grandes obras del pensamiento europeo y occidental, que fueron distribuidas por todos los rincones del país en lo que Vasconcelos no dudó en calificar como Misiones Culturales.
Además, inició un ambicioso programa de intercambio educativo y cultural con otros países americanos, las llamadas «embajadas culturales», que llevaron a algunos de los más brillantes estudiantes mexicanos de la época a entrar en contacto a edad temprana con sus pares de Argentina, Brasil, Colombia, Perú y otros países de América Latina.

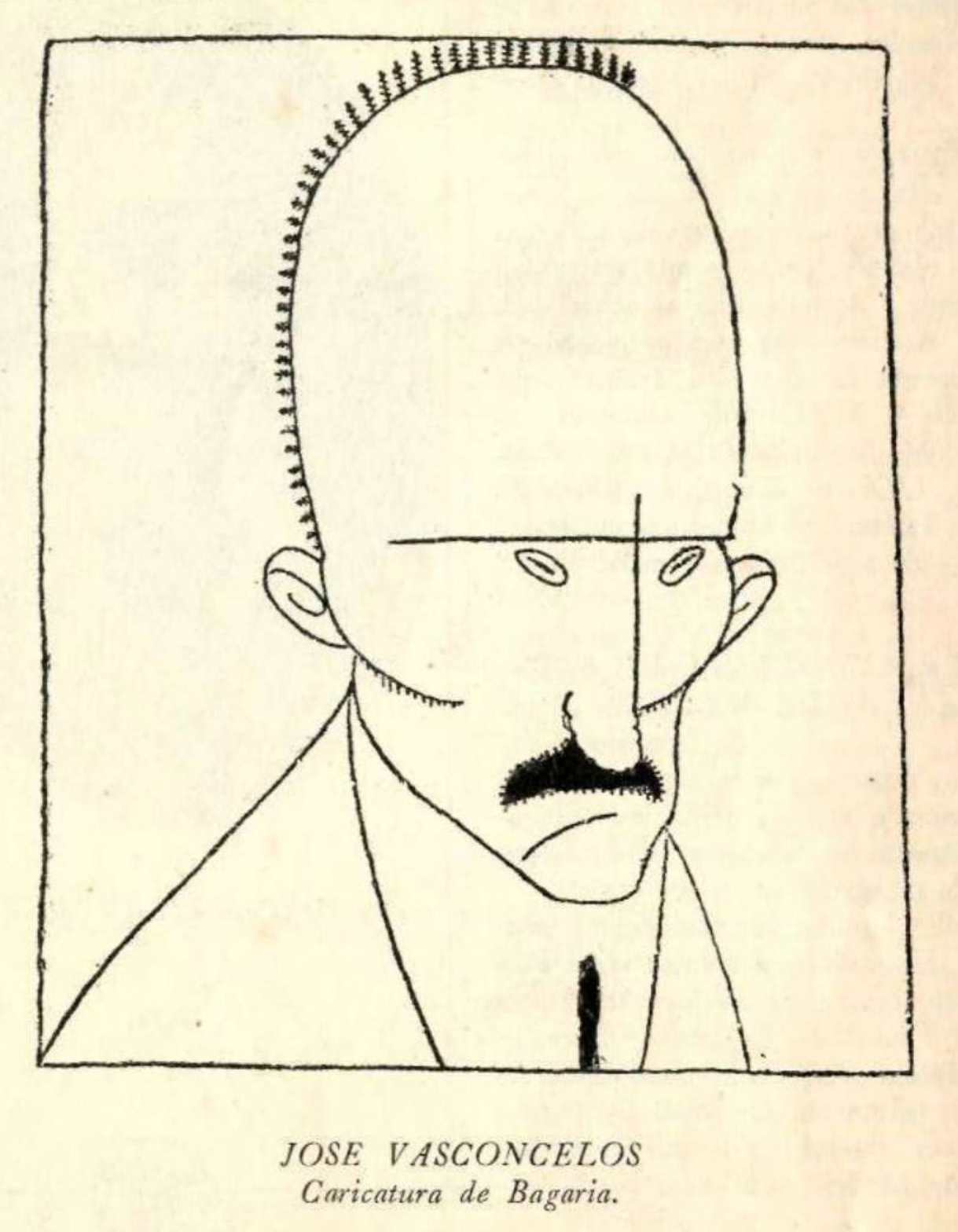
Retratado por Bagaría en la revista cubana Social (1925)

Apoyó, además, a multitud de artistas e intelectuales. A algunos de ellos los convenció para que se establecieran en México y, con ellos, ideó nuevas fórmulas de expresión artística, masiva, que a pesar de sus tintes políticos y propagandísticos tienen un valor estético exento de duda. Tal fue el caso de muralistas como David Alfaro Siqueiros, José Clemente Orozco y Diego Rivera. El apoyo de la Secretaría de Instrucción Pública de Vasconcelos no se limitó, sin embargo, a los artistas mexicanos, como lo demuestra su relación con la chilena Gabriela Mistral y con el poeta y escritor venezolano Humberto Tejera, ni tampoco al campo de lo artístico; un ejemplo entre otros muchos es su relación con el político peruano Víctor Raúl Haya de la Torre.
Como secretario de educación pública, en 1922 Vasconcelos apoyó a Rafael Alducin, director del periódico Excélsior, en una campaña para promover el Día de las Madres y contrarrestar las ideas de educación y liberación de las mujeres que se discutían en Yucatán.

### Antecedentes de la educación en México
En 1867 durante República Restaurada la educación mexicana aun conservaba la antigua forma colonial de enseñanza; el clero y los particulares proporcionaban educación a nivel primaria, secundaria y profesional, la educación durante 1867 y 1911 había pasado a segundo plano.[cita requerida]

## Constructor de instituciones

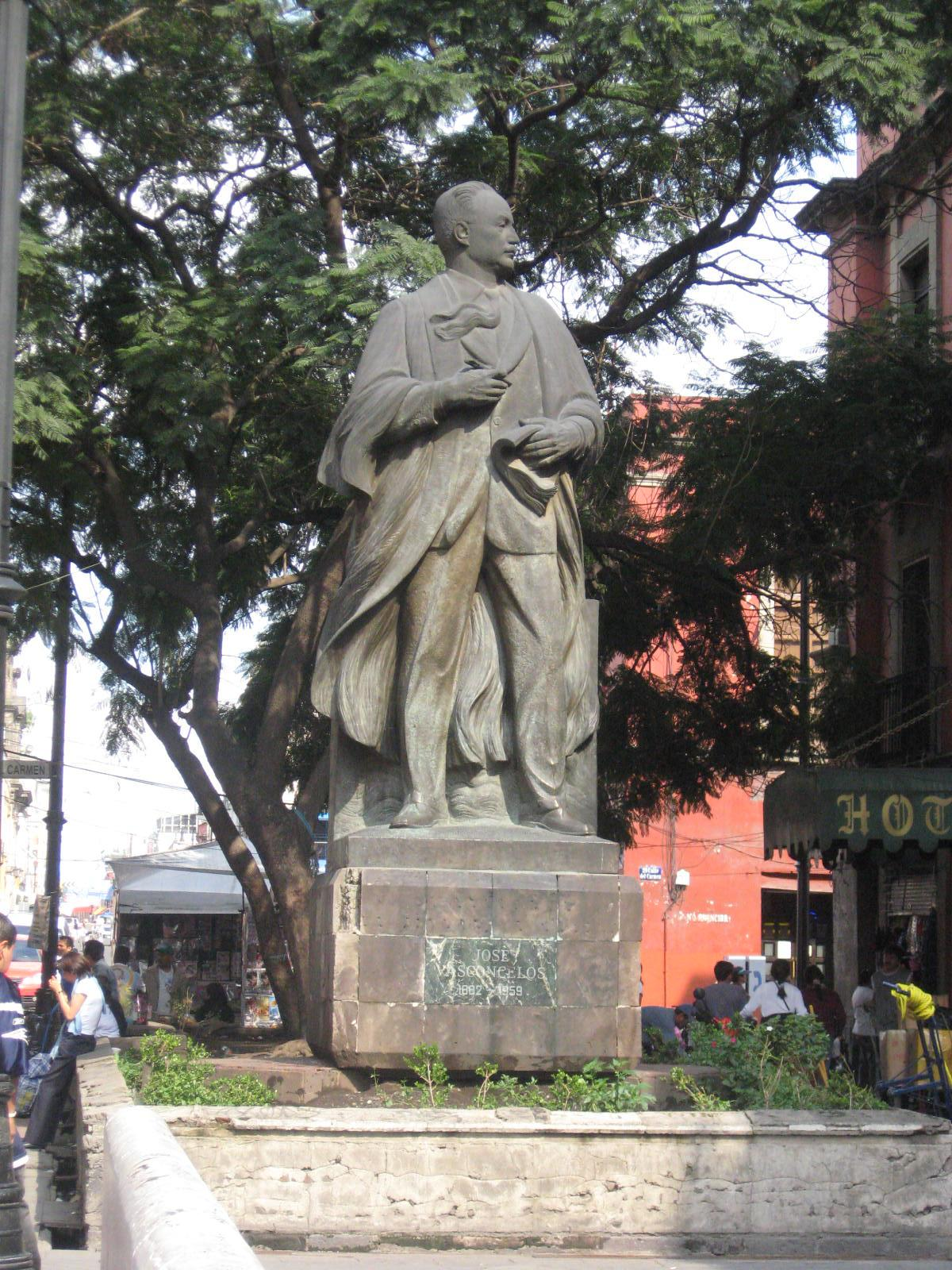
Estatua de José Vasconcelos en la Calle de San Ildefonso.

Un aspecto clave de su gestión, fue la reconstrucción o construcción de edificios de uso público para la difusión de la cultura, como el Estadio Nacional, escuelas públicas de diferentes niveles, bibliotecas y, de manera más general, los edificios destinados a albergar el aparato burocrático del sistema educativo a lo largo y ancho de la nación.
Vasconcelos, sin embargo, encontró difícil conciliar su condición como pensador independiente con las exigencias de los cargos de gobierno que ejerció. Además, su relación con Álvaro Obregón y Plutarco Elías Calles estuvo siempre mediada por la desconfianza que le inspiraban los mexicanos del norte de la república. Hábil para acuñar punzantes aforismos, frases célebres o para ridiculizar a sus adversarios en debates o en intercambios epistolares, en más de una ocasión expresó, con un dejo de desdén, que en México la civilización terminaba donde empezaba el consumo de carne asada, en obvia referencia a las regiones del norte de México, de donde provenían Obregón y Calles.
Es por eso por lo que, luego de su brillante inicio como funcionario público, Vasconcelos decidió retirarse del ejercicio de los cargos públicos, para dedicarse a satisfacer su pasión por la escritura, el análisis filosófico y la polémica. A pesar de ello, tuvo una participación destacadísima en las luchas por obtener la autonomía de la Universidad Nacional, al lado de Antonio Caso, Manuel Gómez Morín y otros personajes destacados de la década de los veinte.
En su filosofía como educador propone:
Sentir la cultura mestiza como base del concepto de mexicanidad. Mexicanizar el saber, es decir, hacer objeto de estudio la antropología y el medio natural del país. Hacer de Latinoamérica el centro de una gran síntesis humana.
Emplear el sentido del servicio y amor fraterno del ser humano como medio de ayuda a los más desprotegidos, y
valerse del industrialismo —como simple medio, nunca como un fin— para promover el progreso de la nación.

## Candidato presidencial
No solo eso, consciente de los excesos de los que Plutarco Elías Calles era capaz en temas tan delicados como el de las relaciones Estado-Iglesia, y que prefiguraban el desarrollo del maximato y uno de sus precursores, de la así llamada Guerra Cristera, en 1929 decidió postularse como candidato a la presidencia de la república. Eso lo llevaría a enfrentarse al candidato de Calles, Pascual Ortiz Rubio en una desigual campaña que recordó a muchos la que Madero desarrolló en 1909 contra Porfirio Díaz, no solo por el apoyo del aparato del Estado al candidato Ortiz Rubio, sino también por la violencia que muchos vasconcelistas debieron padecer en carne propia.
Apoyado por algunos de los más lúcidos intelectuales y artistas de la época, como Antonieta Rivas Mercado, Gabriela Mistral, Manuel Gómez Morin, Alberto Vásquez del Mercado y Miguel Palacios Macedo, Vasconcelos desarrolló una ambiciosa campaña electoral que despertó las ilusiones de muchos.
En campaña acaece el asesinato de líderes vasconcelistas emprendido por diputados y asesinos de paga disfrazados de policías; el propio Vasconcelos sobrevivió a varios atentados en su contra. El mismo día de las elecciones se abre fuego contra los votantes en diversas poblaciones del país.
Los resultados oficiales de la elección arrojan un 93 % de los votos para Pascual Ortiz Rubio y el resto para Vasconcelos y otros. Los resultados, sin valor alguno para la mayoría de los historiadores del periodo, dejaban ver--sin embargo--el claro mensaje que Calles y su grupo enviaban a Vasconcelos: no se respetarían elecciones democráticas, sino sucesión presidencial previamente acordada por el jefe de Estado, lo que se convirtió en modelo político mexicano tocante al tema de la sucesión presidencial a lo largo del siglo XX.
Para muchos de sus seguidores, como Miguel Palacios Macedo, José Vasconcelos sería recordado como «el político más grande de México».
Frente a los resultados, Vasconcelos buscó reproducir el patrón seguido por Madero veinte años antes, invitando a la población a sumarse a una revolución a través del Plan de Guaymas, la cual al triunfar lo llamase para tomar el lugar que merecía, porque él se exiliaba a los Estados Unidos. El llamado a la insurrección fue desoído por una sociedad mexicana cansada de poco más de 10 años de guerras civiles (siete de la Revolución Mexicana y tres de la cristiada) y comprada por una estabilidad forzada con el agregado de enfrentar los efectos devastadores de la crisis global de 1929. No solo eso, para Vasconcelos implicó el inicio de un doloroso, pero altamente productivo, exilio por Estados Unidos y Europa, que le permitió dedicarse de lleno al análisis filosófico (lo que le permitió adentrarse en el análisis del pensamiento filosófico hindú), a escribir su monumental autobiografía, un referente obligado para comprender el México del siglo XX, y una serie de artículos y comentarios sobre temas diversos. Durante su paso por Estados Unidos, Vasconcelos se convirtió en una «estrella» del entonces naciente circuito de oradores destacados que las universidades estadounidenses invitan para informar sobre lo que sucede en otros países, pero que también le permitió a Vasconcelos, por otra parte, satisfacer sus más elementales necesidades económicas, pues a su paso por el servicio público no acumuló riquezas.
Una vez concluida la Segunda Guerra Mundial, Vasconcelos continuó como director de la Biblioteca Nacional, cargo que combinó con una activa carrera como profesor universitario y polemista. El destino, sin embargo, le tenía reservada una última satisfacción: en diciembre de 1958 vería a uno de sus discípulos y organizador de su campaña presidencial en 1929, el mexiquense Adolfo López Mateos, convertirse en presidente de México.
Fue elegido miembro correspondiente de la Academia Mexicana de la Lengua desde 1939, años más tarde miembro de número, tomó posesión de la silla V el 12 de junio de 1953. Fue designado 4.º bibliotecario archivero de la institución. Su discurso de ingreso fue respondido por Genaro Fernández MacGregor, quien refirió a Vasconcelos como «el mexicano más ilustre desde la independencia». En 1943 fue miembro fundador de El Colegio Nacional.
Murió en el barrio de Tacubaya, en la Ciudad de México, el 30 de junio de 1959. Fue encontrado su cuerpo reclinado sobre el escritorio, en el cual trabajaba en una de sus últimas obras literarias: Letanías del atardecer publicada inconclusa póstumamente. Mereció, por sus cualidades de pedagogo y su decidido apoyo a la cultura latinoamericana, que la Federación de Estudiantes de Colombia lo nombrara Maestro de la Juventud de América, título que a menudo se abrevia como «maestro de América».

## Acercamiento al nazismo
Posterior al fraude del '29, su desilusión política y su enemistad profunda con el PNR (autoproclamado «revolucionario» y que, en años posteriores se inclinaría más cerca de algunas ideas socialistas) que lo había perseguido, atentado contra su vida y empujado al exilio, lo llevan a virar ideológicamente hacia la derecha política mexicana, se convierte en un anticomunista que reniega de todo movimiento «revolucionario o de izquierdas».
Durante los primeros años del poder de Adolf Hitler sobre Alemania, la notable y acelerada recuperación económica y empoderamiento geopolítico experimentado por el país germano fueron vistos con admiración en amplios sectores de opinión en muchos países de América Latina. Esta germanofilia latinoamericana admiraba las representaciones propagandísticas del régimen nazi como una nueva propuesta paternalista de economía corporativa basada en un enérgico y ambicioso nacionalismo de Estado, que procura la prosperidad del pueblo nacional frente a intereses extranjeros, y que podía verse, en México, como una alternativa al poderoso atractivo que ejercía sobre las clases trabajadoras urbanas el modelo socialista de la Unión Soviética, que además gozaba de buena relación con la clase política mexicana.  Vasconcelos admiraba los regímenes fascistas por su capacidad para movilizar y organizar a grandes grupos de ciudadanos que, de otra manera, se encontraban sumidos en crisis profundas que le recordaban la situación que México vivía. Quizás en esto se explica la paradoja según la cual un antirracista consumado, el mismísimo prócer del mestizaje, autor de La raza cósmica, apoyara a un régimen racista: la afinidad de Vasconcelos por el fascismo italiano (de bajo contenido racista, antes de verse influido por Alemania) y por la Alemania de Hitler no estaba fundado sobre ideas de supremacismo racial, sino por su espíritu de encumbramiento nacional a través de la unidad del pueblo en una vía percibida entonces como progresista. 

Este posicionamiento distaba de ser exclusivo de Vasconcelos, como lo atestiguan las ediciones de distintos diarios de la capital de la república, especialmente las ediciones vespertinas del diario Excélsior, llamadas Últimas Noticias de la Mañana y Últimas Noticias de la Tarde, que abiertamente expresaban sus simpatías por la Alemania nazi. 
En toda América Latina, sobre todo en el Cono Sur, hay mucha germanofilia en esos años, Argentina, en Chile, y hubo muchas figuras que no vieron con claridad el veneno terrible inaudito que significaba el nacionalsocialismo y entonces vieron con simpatía, sobre todo al principio de los años 30, lo que se estaba desarrollando en Alemania
En este contexto, la enemistad con la izquierda y la ideología nacionalista de Vasconcelos, lo llevaron a mostrar afinidad por Alemania, como rival de los modelos de «falsa democracia burguesa», el imperialismo norteamericano que tanto había lastimado históricamente a la soberanía de los países latinoamericanos y por oposición al comunismo soviético, que repudiaba.  
En 1940, la guerra en Europa y la política de reconciliación nacional seguida por Manuel Ávila Camacho le permitieron regresar a México, donde fue nombrado director de la Biblioteca Nacional. Hay quienes consideran que fueron estas simpatías fascistas las que le impidieron permanecer en Estados Unidos y le obligaron a regresar a México. 

En este mismo año, ya repatriado, Vasconcelos dirige la publicación de la revista Timón, financiada por un funcionario de la embajada alemana en México, Arthur Dietrich en donde mostraba una abierta y clara posición de simpatía y admiración por la Alemania Nazi, a través de contenidos de muy diversa índole que iban desde fragmentos de novelas clásicas, consejos familiares y artículos sobre tecnología y cultura alemanas, hasta afiches de guerra.
[...] en el semanario Timón se publicaban diatribas contra las potencias aliadas y el poderío mundial del dinero judío, así como propaganda nazi salida directamente de la oficina de Goebbels: el avance de Alemania en todos los frentes y la inminente victoria del III Reich.
Pero la experiencia de Timón fue muy breve. Con la toma de París por parte del ejército alemán el 15 de junio de 1940, la Secretaría de Gobernación de México confisca todos los números y ordena el cierre de la revista para siempre.
Durante la Segunda Guerra Mundial, Vasconcelos justificó la necesidad de que los aliados fueran derrotados por Alemania. Antiyanqui de toda una vida, Vasconcelos consideraba que el triunfo de Alemania en la guerra supondría un deseable contrapeso frente al control imperialista norteamericano que la gran mayoría de la intelectualidad latinoamericana reconocía como el principal responsable de la miseria, el atraso y el sometimiento económico y cultural de sus países.
Vasconcelos repudiaría enérgicamente la política de exterminio, desconocida en otras partes del mundo hasta mediados de la guerra. Vasconcelos argumenta que, en América, las noticias sobre las atrocidades del Holocausto solo empezaron a llegar hasta después de 1942, y que «en aquel entonces, las noticias tardaban meses en llegar» Añade Vasconcelos que, en tiempos de la guerra, estas noticias fueron apreciadas por muchos, incluyéndolo a él, como engañosa propaganda norteamericana, nada digna de confianza. Vasconcelos dirá que fue hasta que las evidencias (fotográficas y filmográficas) del horror genocida, los campos de concentración y demás atrocidades nazis llegaron a México al final de la guerra, en 1945, cuando definitivamente repudia y rechaza públicamente al régimen nacionalsocialista y el fascismo italiano. Nunca volvió a dedicar energías al tema.
Héctor Vasconcelos, realizará un intento de rehabilitación del legado de su padre, respecto de este "período oscuro" en los siguientes términos:
Creo que después de la campaña de 1929 (cuando fue candidato presidencial) entró en una profundísima crisis sicológica ante la forma en que fue combatido por el régimen del naciente Partido Nacional Revolucionario (PNR) [...] Desarrolló una profunda aversión a todo lo que fueran movimientos revolucionarios e izquierdistas, entre comillas, y ahí empieza a virar hacia la derecha, lo cual a mí me parece la peor tragedia de su vida [...]. Además de cariño, siento una inmensa admiración por el Vasconcelos anterior a 1930, pero deploro intensamente su viraje conservador de los años 30.
[...] mi padre, después de la campaña de 1929 por la presidencia, sí, tuvo un viraje psicológico yo creo que más que nada hacia la derecha, y entonces él empezó a hacer cosas completamente contradictorias con lo que él había hecho en su gran época, en su juventud y madurez, como digo, mucha gente le atribuye el rescate de las culturas aborígenes, primarias mexicanas esenciales, el orgullo en la mezcla racial que es México, bueno, son actitudes opuestas a cualquier tipo de racismo.

## Filosofía
Fue uno de los más destacados exponentes de la Filosofía en México, su filosofía abarca muchos campos: metafísica, estética, filosofía de lo mexicano. Cercano a Arthur Schopenhauer y Miguel de Unamuno, está influenciado por numerosos autores y corrientes como Henri Bergson, Pitágoras, Nietzsche, así como el cristianismo y la mística entre otros. Vasconcelos realiza una filosofía ecléctica en la que desde una lectura propia de diversos conceptos busca establecer un marco metafísico y estético para realidad mexicana. Las nociones de «raza cósmica», «indiología» y «todología» surgen de ese proyecto.

## Obra y legado

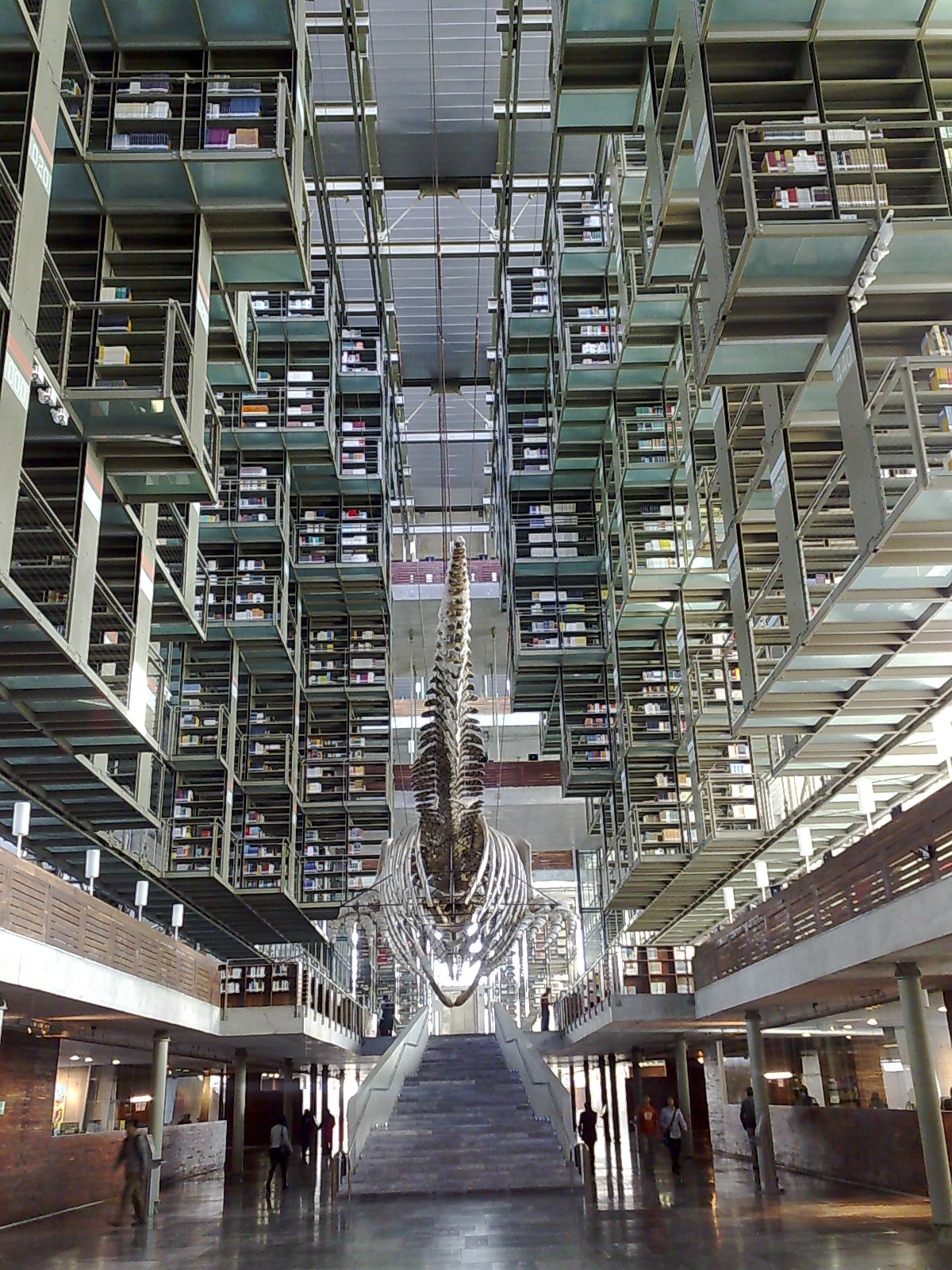
Biblioteca José Vasconcelos.

Su obra dejó una marca profunda en la vida cultural mexicana. El humanismo vasconcelista tiene perspectiva vivencial en su monumental serie autobiográfica Ulises Criollo (1935), La tormenta (1936), El desastre (1938), El proconsulado (1939) y La Flama. Los de Arriba en la Revolución. Historia y Tragedia (1959). La Raza Cósmica (1925) adelanta la más poderosa crítica hasta ahora del racismo con el que, desde el siglo XVI, se ha tratado de justificar la sumisión de los pueblos de América Latina frente a Europa y la América sajona. Se trata en su conjunto de una obra que ha sido influyente para la conformación del pensamiento filosófico, humanista y político en Latinoamérica, que recorrió y cultivó intelectualmente como se atestigua en las narraciones de «La raza cósmica».
Su filosofía está contenida en «Pitágoras, una teoría del ritmo» (1916), «El monismo estético» (1918), «Tratado de metafísica» (1929), «Ética» (1932) y «Estética» (1935) que es considerada por estudiosos de su pensamiento como la mejor de sus obras; al respecto dice Antonio Castro Leal, en el prólogo de su obra compilatoria «José Vasconcelos: Páginas Escogidas» (México, 1940, Ed. Botas) lo siguiente: «La Estética, libro de los más importantes en la literatura filosófica iberoamericana, recoge y rectifica temas tratados en los cuatro libros anteriores, y tiene esa audacia de inspiración que sorprendió en sus primeros ensayos. Es una estética propiamente dicha y una metafísica; es, en realidad, una metafísica estética». (cf. ibid. p. 15).
Uno de sus principales logros es la literatura de género divulgativo, lo que logra con «Estudios indostánicos» (1921), «Historia del pensamiento filosófico» (1937), «Manual de filosofía» (circa 1945) y «Breve historia de México» (1937). Es notable que casi la totalidad de sus escritos fueron publicados en primera o segunda edición por Editorial Botas (México), cuyo director recibía los manuscritos de primera mano.
Vasconcelos se aventuró en las aguas de la ficción literaria con obras en diversos géneros. En el rubro de la crítica destacan sus Divagaciones literarias (1919), en materia de drama su Prometeo vencedor (1916), en materia de relatos está La sonata mágica (1933), además de la obra política que complementa a la autobiográfica, como en el caso de Cartas políticas (1959), publicadas de manera póstuma por el Fondo de Cultura Económica, la institución que ahora tiene la titularidad de los derechos de sus Obras Completas.
Vasconcelos editó la Revista Continental Timón, en la cual colaboraron personajes como Dr. Atl y Andrés Henestrosa, la cual circuló de febrero a junio de 1940. En dicha revista, se hizo apología de la ideología y programa políticos de la Alemania nazi, en una época en que muchos intelectuales se dejaron seducir por el fascismo.
En homenaje a la figura histórica de José Vasconcelos, el presidente Vicente Fox (2000-2006) inició el proyecto de la Biblioteca José Vasconcelos, que tras varios retrasos en la conclusión del mismo, finalmente abrió sus puertas al público el 1.º de diciembre de 2008.